# Linjerna
Linjerna (fi.: Linjat) är en stadsdel i Helsingfors stad och en del av Berghälls distrikt. 
Namnet kommer av att det finns fem "linjer" i stadsdelen, nämligen gatorna Första linjen, Andra linjen, Tredje linjen, Fjärde linjen och Femte linjen. Det finns också en nattklubb i närheten som heter Kuudes linja (Sjätte linjen). De flesta kallar stadsdelen för Berghäll, medan Linjerna är det officiella namnet. Linjerna är Berghäll som mest typiskt. 

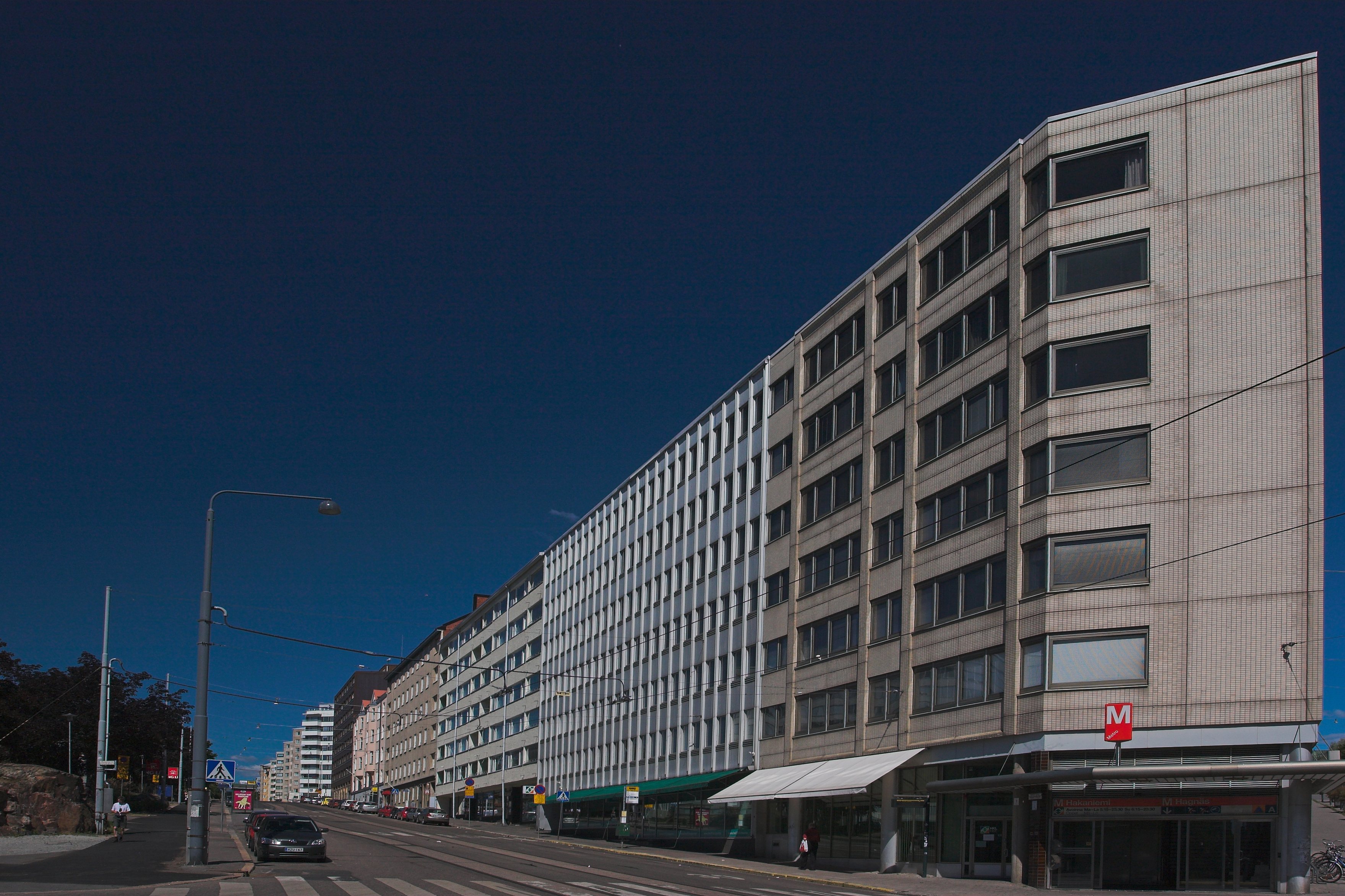
Andra linjen
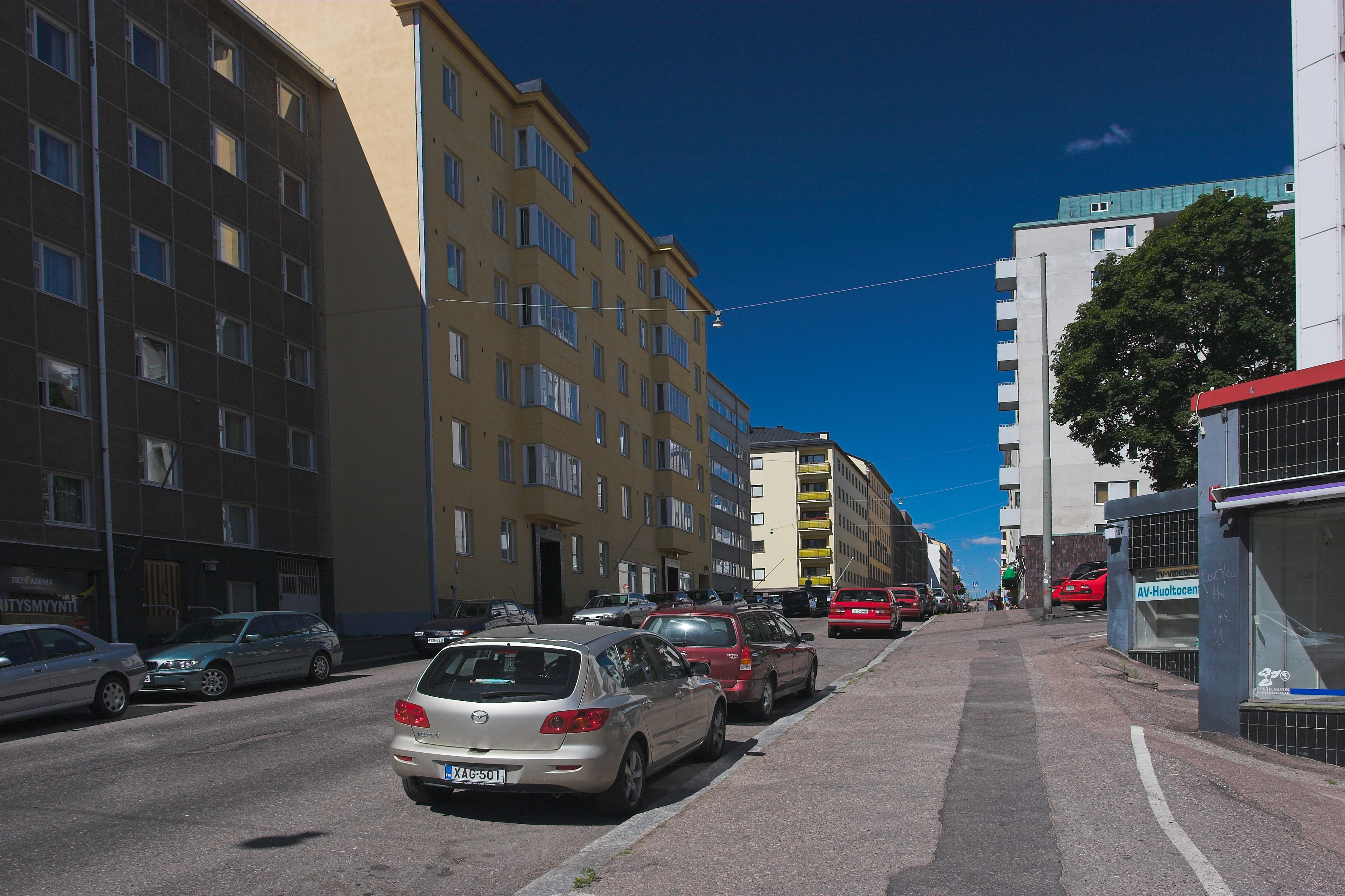
Tredje linjen
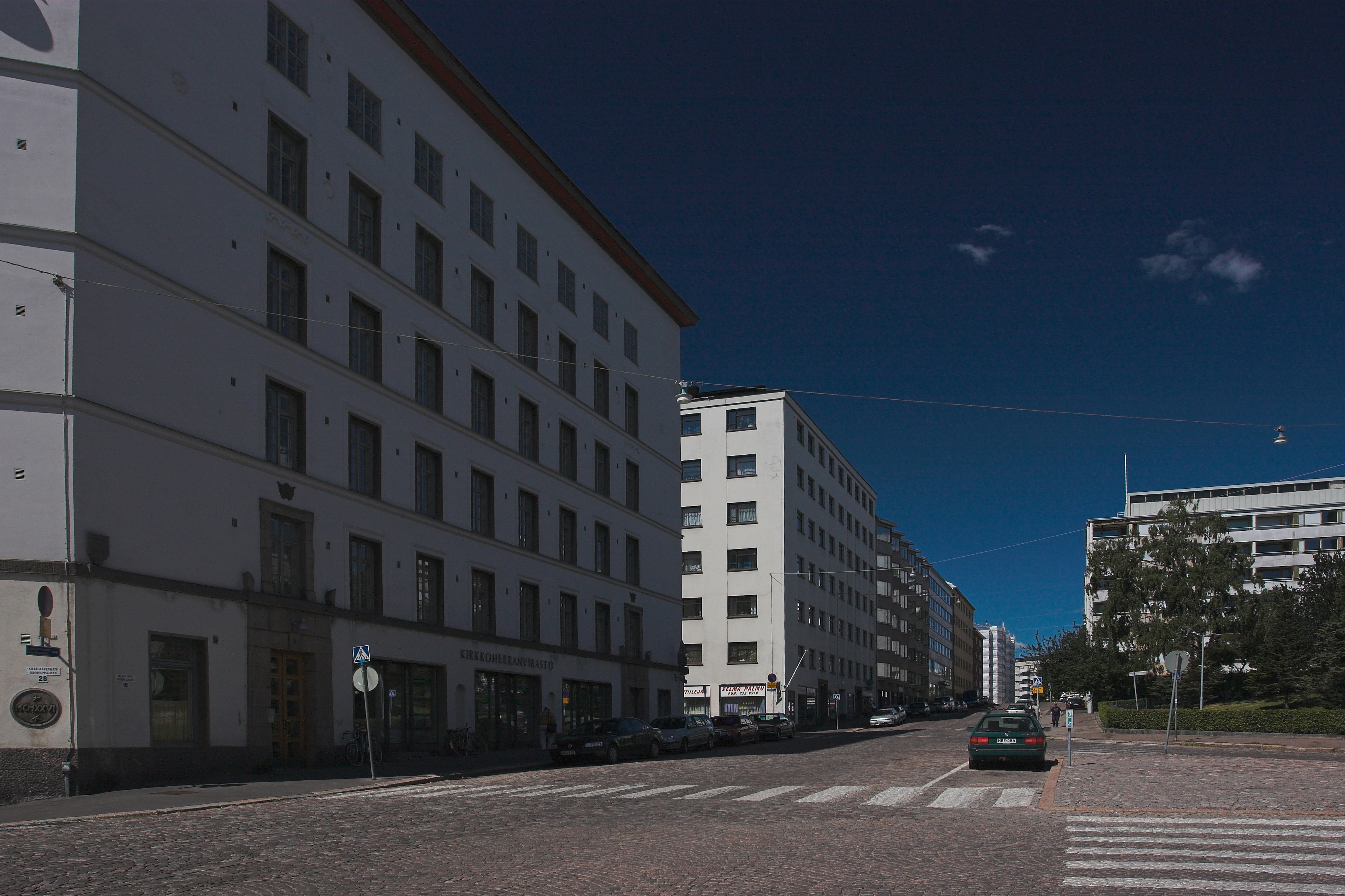
Fjärde linjen
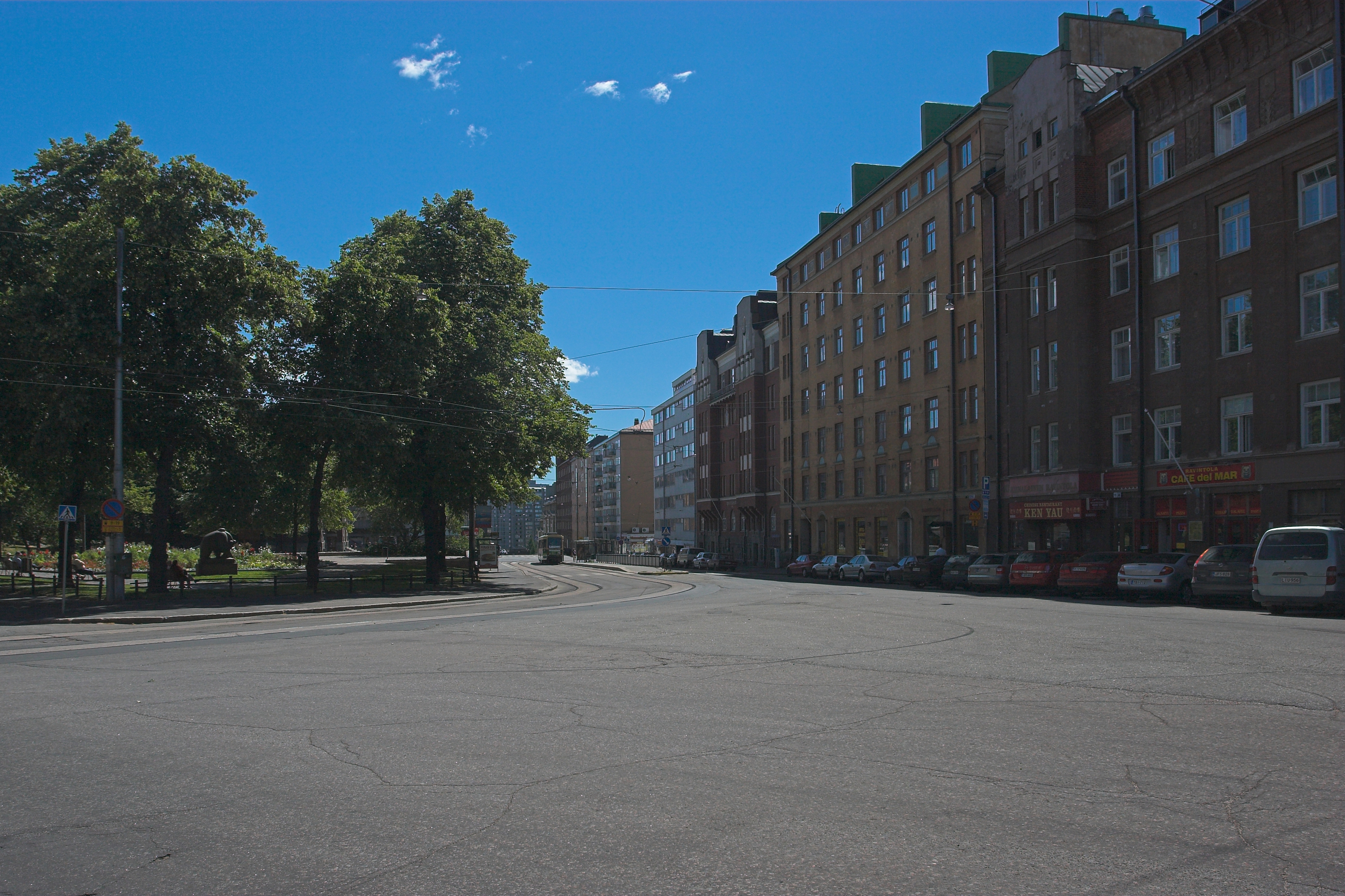
Femte linjen (och på vänster Björnparken som är en del av Torkelsbacken)